# Alessandra Lucchinová
Alessandra Lucchinová (* 1. dubna 1984 Lamezia Terme, Itálie) je bývalá italská sportovní šermířka, která se specializovala na šerm šavlí. Itálii reprezentovala v prvním a druhém desetiletí jednadvacátého století. V roce 2005 obsadila třetí místo na mistrovství světa v soutěži jednotlivkyň. S italským družstvem šavlistek vybojovala v roce 2003 titul mistryň světa a v roce 2010 a 2013 obsadila s družstvem třetí místo na mistrovství Evropy.